# بخش بیور (شهرستان نوبل، اوهایو)
بخش بیور (به انگلیسی: Beaver Township) یک منطقهٔ مسکونی در ایالات متحده آمریکا است که در شهرستان نوبل، اوهایو واقع شده‌است.
 بخش بیور ۷۶٫۰ کیلومتر مربع مساحت و ۷۵۸ نفر جمعیت دارد و ۳۱۷ متر بالاتر از سطح دریا واقع شده‌است.